# Prins Frederik Willem
Il Prins Frederik Willem era un vascello di terza classe da 68 cannoni in servizio nella marina olandese tra il 1788 e il 1797, e poi nella Royal Navy come HMS Gelikheid  tra il 1797 e il 1814.

## Storia
Realizzato per contro dell'Ammiragliato di Amsterdam, il vascello da 68 cannoni Prins Frederik Willem fu impostato presso il cantiere navale di Amsterdam  e varato nel 1788.   Trasferito alla marina batava nel 1795 fu rinominato Gelijkheid.
Nel 1797 fu assegnato alla squadra navale dell'ammiraglio Jan Willem de Winter. Detta squadra navale salpò da Texel alle 10:00 dell'8 ottobre, e lo Gelijkheid era al comando del comandante H. A. Ruijsch. Le navi olandesi vennero rapidamente avvistate dalla flottiglia al comando del captain Henry Trollope, che iniziò ad inseguirle. Da quando aveva lasciato la rada di Texel, de Winter non riuscì mai a sfuggire alle navi di Trollope: la sera del 10 ottobre, diverse navi olandesi furono distaccate dal grosso della squadra per cercare di allontanare le navi di Trollope mentre la flotta olandese si allontanava dalla Mosa, ma non riuscirono mai ad avvicinarsi alle più veloci navi britanniche. Non essendo riuscito a raggiungere l'appuntamento con un altro vascello al largo della Mosa, de Winter virò quindi a nord-ovest, navigando al largo di Lowestoft nel Suffolk e di nuovo tentando, senza successo, di allontanare le navi di Trollope. Lì lo raggiunsero i rapporti dei pescherecci olandesi sull'apparizione delle navi di linea del viceammiraglio Adam Duncan al largo di Texel, e richiamò immediatamente le sue navi ordinando nel contempo alla flotta di tornare indietro verso la costa olandese, puntando al villaggio di Scheveningen. Nel frattempo, ulteriori messaggi di Trollope che riportavano i movimenti olandesi avevano raggiunto Duncan e lui virò con la sua flotta verso ovest, seguendo la costa olandese. Alle 07:00 del mattino dell'11 ottobre la squadra di Trollope avvistò le vele a nord-est e, dopo aver confermato che si trattava della flotta di Duncan, segnalò che la flotta olandese si trovava a circa 3 miglia nautiche (5,6 km) più a sud-ovest, diventando visibile alla flotta entro le 08:30. Il primo chiaro avvistamento delle navi olandesi fu segnalato dal capitano Peter Halkett della Circe, che era salito sull'albero maestro per avere una visuale migliore. A questo punto le navi olandesi stavano navigando verso terra, a circa 9 miglia nautiche (17 km) dalla costa dell'Olanda Settentrionale, vicino al villaggio di Camperduin. 
Alle 12:05, Duncan alzò il segnale e ordinò alle sue navi di ingaggiare da vicino il nemico, iniziando la battaglia di Camperdown. Il Gelijkheid si trovava al centro della linea di fila olandese e ingaggiò combattimento contro il vascello inglese da 50 cannoni Isis impegnandolo duramente 
L'arrivo della navi di Richard Onslow, che avevano avuto ragione della navi della retroguardia olandese al comando del viceammiraglio Hermanus Reijntjes cambiò le sorti della battaglia. I vascelli Admiraal Tjerk Hiddes De Vries  e Gelijkheid, entrambi troppo gravemente danneggiati per fuggire, ammainarono la bandiera e si arresero rispettivamente alle 15:00 e alle 15:10. Sul Gelijkheid, gravemente danneggiato e parzialmente disalberato, si contavano 40 morti.
Portato in Gran Bretagna arrivò a Chatham l'8 gennaio 1798, venendo rinominato HMS Gelykheid. All'epoca risultava armato con 26 cannoni da 24 libbre, 26 da 18 libbre, 10 cannoni da 9 libbre sul cassero e 4 da 9 libbre sul castello di prua. Nell'ottobre 1798 fu trasformato in nave prigione e ne divenne comandante il tenente Francis Wheatley  che mantenne tale incarico sino al 1800. Tra il marzo e il maggio 1803 venne preparato a Sheerness per rientrare in servizio nel Mare del Nord, al comando del captain David Colby, e su di esso alzò la sua insegna il contrammiraglio Edward Thornbrough. Basata all'ancoraggio dei Downs, Thornbrough sbarcò brevemente dal Gelykheid il 14 giugno.
Il 3 luglio 1803 il contrammiraglio Robert Montagu spostò la sua bandiera dal Gelykheid allo Utrecht, e in quello stesso giorno la nave lasciò i Downs per una crociera verso la costa francese. L'8 luglio 1803 arrivò al porto di Yarmouth, ancora nave di bandiera dell'ammiraglio Thornborough, da dove salpò con altre navi il 12 dello stesso mese per una crociera al largo delle coste olandesi, addentrandosi quindi nel Mare del Nord per ritornare a Yarmouth il 5 agosto. Thornborough trasferì la sua insegna sul Ruby il 18 ottobre, e il 31 di quel mese assunse il comando del vascello il captain Francis Farington Gardner. Nel novembre 1803 la Gelykheid era di stanza nell'Humber come nave guardiacoste su cui alzava la sua insegna l'ammiraglio Thomas Macnamara Russell. Intorno al 12 maggio 1804 il capitano I. Wooley venne assegnato al Gelykheid che fu posto fuori servizio a Falmouth nel 1807, divenendo nuovamente nave prigione. Il 1 settembre 1814 venne venduto per la demolizione a Portsmouth per 2.620 sterline.

### Fonti
1. ↑  Colledge, Warlow 2006, p. 49.
2. 1 2 3  Tree Decks.
3. 1 2 3 4 5 6 7  Tree Decks.
4. ↑  Clowes 1997, p. 327.
5. ↑  James 1826, p. 68.
6. ↑  Clowes 1997, p. 326.
7. ↑  James 1826, p. 67.
8. ↑  Brenton 1823, p. 353.
9. ↑  Fischer Fzn 1997, p. 394.
10. 1 2 3 4  Freepage.